# 嗅脑沟
嗅脑沟（英文：Rhinal sulcus）是大脑颞叶底部的一个凹槽，将海马旁回上的内嗅皮层（钩回）与大脑半球下表面更外侧的结构（人脑中为梭状回）分隔开。嗅脑沟与颞叶底部更后方的侧副裂类似。